# نبس إمي
نبس إمي أو نبسِمي، هي ملكة مصرية قديمة غير حاكمة أو زوجة ملك، عاشت خلال عهد الأسرة الثامنة عشرة، وهي على الأرجح زوجة الملك تحتمس الثالث

## آثارها والتعرف عليها
تم العثور على الجزء السفلي من تمثال جرانيتي لها في المعبد الجنائزي لزوجها الملك تحتمس الثالث بطيبة. ويبلغ ارتفاعه حوالي 80 سم وعرضه 30 سم، ويصور الملكة في وضعية الجلوس. ويعيد أسلوبه للأذهان تماثيل الأسرة الثانية عشرة، ولكن حيث أنه لم يعثر على أي شيء آخر من تلك الفترة في المعبد، تم تأريخه بزمن الأسرة الثامنة عشر. ولا يعرف اسم الملكة نبسمي من مصادر أخرى، ولكن انطلاقا من حجم التمثال يمكن القول إنها كانت شخصية مهمة خلال الفترة التي تم فيها بناء المعبد. ويلي اسمها جملة «ماعت خرو» والتي تعني «صادقة القول» أو «المبرّأة»، مما يشير إلى أنها كانت متوفاة بالفعل عندما تم إنشاء هذا التمثال.

## ألقابها
- زوجة الملك.
- زوجة الملك وحبيبته.[3]